# Chloé Herbiet
Chloé Herbiet (Aye, 3 december 1998) is een Belgische atlete, die gespecialiseerd is in de lange afstand en de marathon. Zij werd twee keer Belgisch kampioen en kroonde zich in 2025 voor het eerst tot Europees kampioen op de halve marathon in Leuven.

## Loopbaan
Herbiet was aanvankelijk actief op de middellange afstand.  In 2022 behaalde ze zowel op de 5000 m, de 10.000 m en de 10km op de weg een medaille op de Belgische kampioenschappen. In het voorjaar van het jaar nadien behaalde ze ook een tweede plaats op de Belgische kampioenschappen veldlopen. Ze debuteerde dat jaar ook op de marathon. Ze won de marathon van Eindhoven en werd meteen ook Belgisch kampioene. Met een tijd van 2:27.54 haalde ze het snelste Belgische marathondebuut.
Begin 2024 verbeterde Herbiet tijdens de Marathon van Sevilla haar persoonlijk record op de marathon naar 2:24.56. Na Marleen Renders werd ze tweede op de Belgische ranking van dat moment. Met deze prestatie voldeed ze aan het minimum voor deelname aan de Olympische Spelen in Parijs.
Club
Herbiet is aangesloten bij Waremme Athletic Club Oreye (WACO).

## Kampioenschappen

### Internationale kampioenschappen
| Onderdeel      | Titel              | Jaar |
| -------------- | ------------------ | ---- |
| halve marathon | Europees kampioene | 2025 |

### Belgische kampioenschappen
Outdoor
| Onderdeel | Jaar |
| --------- | ---- |
| marathon  | 2023 |
| veldlopen | 2023 |

## Persoonlijke records
Outdoor
| Onderdeel | Prestatie | Datum           | Plaats   |
| --------- | --------- | --------------- | -------- |
| 5000 m    | 15.15,31  | 9 augustus 2025 | Oordegem |
| 10.000 m  | 31.54,06  | 24 mei 2025     | Pacé     |

Weg
| Onderdeel      | Prestatie  | Datum            | Plaats  |
| -------------- | ---------- | ---------------- | ------- |
| 10 km          | 31.12 (NR) | 27 juli 2025     | Berlijn |
| halve marathon | 1:10.04    | 23 februari 2025 | Cannes  |
| marathon       | 2:24.56    | 18 februari 2024 | Sevilla |

## Palmares

### 5000 m
- 2022:  BK AC – 16.15,32
- 2023:  BK AC – 16.01,97

### 10.000 m
- 2022:  BK AC – 33.25,95
- 2024: 10e EK in Rome – 32.17,88
- 2025:  BK AC in Duffel – 32.23,06

### 10 km
- 2022:  BK AC – 34.18

### halve marathon
- 2025:  EK in Leuven – 1:10,43

### marathon
- 2023:  BK / Marathon van Eindhoven – 2:27.54
- 2024: 13e Marathon van Sevilla – 2:24.56
- 2024: DNF OS in Parijs

### veldlopen
- 2023:  BK AC in Laken
- 2023:  BK AC in Hulshout
- 2023: 9e EK in Laken
- 2023:  landenklassement EK